# David López Silva
David López Silva (Barcelona, 9 oktober 1989) is een Spaans voetballer die doorgaans als defensieve middenvelder speelt. Hij verruilde SSC Napoli in augustus 2016 voor RCD Espanyol.

## Clubcarrière
López speelde in de jeugd bij CD Leganés en RCD Espanyol. Die laatste club verhuurde hem tijdens het seizoen 2009/10 aan Terrassa. Hij debuteerde in het seizoen 2010/11 voor RCD Espanyol. López bracht de twee daaropvolgende seizoenen weer op huurbasis elders door, eerst bij CD Leganés en daarna bij SD Huesca. Hij keerde in 2013 terug bij Espanyol, waar hij deze keer onder trainer Javier Aguirre een basisplek veroverde.
López verruilde Espanyol in augustus 2014 voor SSC Napoli. Hier was hij één seizoen basisspeler, maar moest hij het in het seizoen 2015/16 doen met voornamelijk invalbeurten. Hij won in dat eerste jaar de Supercoppa 2014 met  de club, zijn eerste hoofdprijs in zijn profcarrière. Nadat hij de reguliere speeltijd helemaal speelde, zag hij vanaf de kant hoe zijn ploeggenoten Juventus na strafschoppen versloegen. López keerde in augustus 2016 terug naar Espanyol, waar hij weer basiskracht werd.

## Erelijst
| Supercoppa | 1x | 2014 |

1 García ·
3 Gómez  ·
4 Kumbulla ·
5 Calero ·
6 Cabrera ·
7 Puado ·
8 Expósito ·
9 Véliz ·
10 Lozano ·
11 Milla ·
12 Tejero ·
13 Pacheco ·
14 Oliván ·
15 Gragera ·
16 Cheddira ·
17 Carreras ·
18 Aguado ·
19 Sánchez ·
20 Král ·
22 Romero ·
23 El Hilali ·
24 Cardona ·
31 Roca ·
33 Fortuño ·
37 Ünüvar ·
Coach: González